# Chorvatská moderna

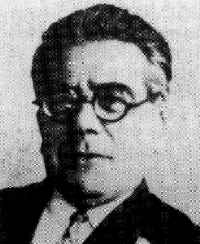
Milan Begović, jeden ze spisovatelů chorvatské moderny

Chorvatská moderna vstoupila na scénu v 90. letech 19. století. Za přesné roky, kdy se prosadila na domácí scéně, se považují léta 1890, či 1892. Její konec lze datovat k roku 1914. V průběhu první světové války se pak začala projevovat již nová generace autorů, která se však nebála svoji tvorbu obohatit novými rysy, později nazvanými jako expresionistické.

## Osobnosti
Generace autorů, kterou by bylo možné označit, jako moderní, začala působit v období zostření společensko-politické situace v chorvatských zemích. V roce 1895 byla na Náměstí bána Jelačiće na protest proti návštěvě Károly Kuhen-Héderváryho spálena vlajka Uherska, což vyprovokovalo ostré reakce tehdejšího státního aparátu. Mnozí ze studentů, kteří se aktu zúčastnili, byli zatčeni, jiní se rozhodli odejít studovat do zahraničí. Tím se tak chorvatská inteligence rozutekla po řadě evropských zemí. Akce se stala významným bodem pro vědomí o chorvatských dějinách a symbolem boje proti Maďarům (byť Chorvatsko samo nebylo vystaveno těžké maďarizaci, jako tomu bylo v případě např. slovenských zemí (Horních Uher), či rumunských (Sedmihradska). 
Mezi chorvatské spisovatele moderny se zařadili např. Antun Gustav Matoš, Janko Leskovar, Fran Galović, Vladimir Vidrić, Ivo Vojnović, Josip Kosor, Ivan Kozarac, či Vladimir Nazor. Jejich nejvíce upřednostňovanými žánry byla poezie a drama. Ideově byli různě orientováni; jen málo z nich nacházelo společná témata. Jako hlavní hodnotu vyznávali individualismus, který vyhovoval smýšlení všech. 
Klíčovou osobností chorvatské moderny se stal Antun Gustav Matoš. Propojuje jak počátek moderny, tak i její konec. V roce 1892 vydal první modernistickou povídku s názvem Moć savjesti. V posledních letech, kdy moderna dominovala, vyšly ve sbírce Matošovy básně. Dalším iniciátorem moderny v chorvatském prostředí je prozaik Janko Leskovkar, který ovšem přestal psát v roce 1905.

## Tvorba
Období historických románů jakoby s nástupem moderny skončilo. Nelze říci, že by během pětadvaceti let období moderny v chorvatských zemích nevyšel ani jeden román (vyšla jich celá řada; přelomovým románem chorvatské moderny se stal Nehajevův Bijeg), jako žánr však byl značně upozaděn. Autoři se soustředili spíše na vyjádření svých vnitřních pocitů a svět kolem sebe. Odmítli celou řadu zaběhnutých literárních tradic a v souvislosti s novou středoevropskou módou, ke které mělo Chorvatsko, součást Rakousko-uherské monarchie blízko, upravili mnohé své autorské postupy. 
Velký vzestup zaznamenala literární kritika. V množství různých literárních časopisů, které v chorvatských zemích (ale i za jejími hranicemi) vycházely, publikovali tehdejší tvůrci téměř jednu za druhou. Mnozí z tehdejších autorů byli výhradně literární kritici; jiní napsali i něco povídek, či básní, ale tuto tvorbu považovali za marginální. Chorvatská moderna otevřela cestu ke zrovnoprávnění kritiky s ostatními, již staršími žánry.
Poměrně oblíbeným žánrem byla také povídka. Povídky psali téměř všichni chorvatští modernisté, od Antuna Gustava Matoše, přes Vladimira Nazora (např. jeho Istarske priče - Istrijské povídky, Priče iz detinjstva - Pohádky z dětství), až po Ivana Kozarce a jeho Slavonskou krev (srbochorvatsky Slavonska krv). 
Chorvatská moderna se pokoušela v mnohém šokovat. To byl případ i např. románu Knjiga Boccadoro Milana Begoviće (vydal ji pod pseudonymem Xerxes de la Maraja), která prolomila tabu erotiky v literatuře. Begović svého záměru úspěšně dosáhl, neboť tehdejší literární kritika knize věnovala pozornost až s nadšením. 
Téma slovanské mytologie, které se spolu s myšlenkami austroslavismu či panslavismu chorvatským spisovatelům moderny přímo nabízelo, zastoupil ve svých dílech Vladimir Nazor. Jedná se především o jeho cyklus básní Slovanské legendy a Chorvatští králové.

## Zahraniční vlivy

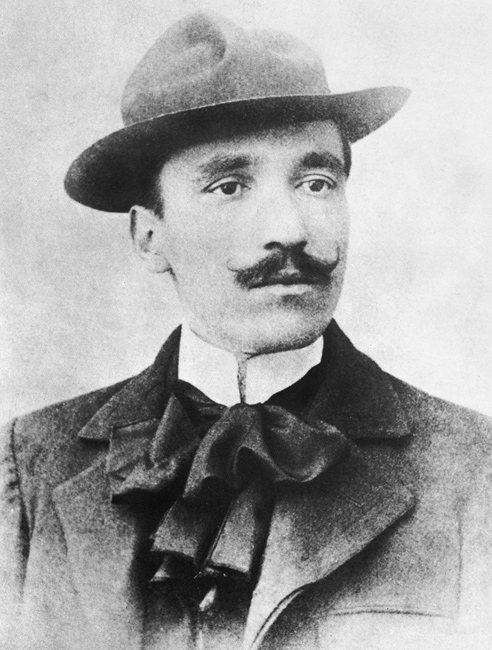
Antun Gustav Matoš, osobnost považovaná za vůdčího představitele chorvatské moderny

Mnozí z chorvatských spisovatelů přijala myšlenky impresionismu. To byl případ i Antuna Gustava Matoše, který po neúspěšných pokusech Šenoy a Eugena Kumičiće přinesl do chorvatského literárního prostředí západoevropské (především francouzské) vzory. Ve sbírkách povídek Iverje, Novo Iverje a Umorne priče se např. dosavadní chorvatský literární styl se západoevropskými vlivy poměrně divoce proplétá.
Přijetí myšlenek z cizích zemí a roztroušenost chorvatské inteligence po různých státech Evropy (a především zemích Rakousko-Uherska) dala chorvatské moderně značný kosmopolitický ráz. Mnozí z autorů byli nadšeni myšlenkami jednoty jižních Slovanů, kterou také propagoval Tomáš Garrigue Masaryk a které zaznívaly nejvíce z Prahy. Často proto někteří spisovatelé cestovali do Bělehradu, kde vydávali některé své knihy. Jistou výhodou Srbska však kromě společného jazyka byl i fakt, že ve městě na soutoku Dunaje a Sávy nebylo důležité, jestli jsou texty pro-rakousky, či protirakousky orientovány. 
Skupiny mladých tvůrců vydávali různé literární časopisy, a to jak v Záhřebu, tak ale i ve Vidni (Mladost), či Praze (Hrvatska misao). Tato periodika měla však jen málokdy delšího trvání a většinou po několika číslech zanikla. V období let 1892 - 1914 se tak lze setkat celkem s asi dvaceti tituly, které vycházely v různých obdobích. Jednalo se například o časopisy Život, Hrvatski salon, Vienac, Svjetlo' (vycházel v Karlovci), Savremenik, Lovor (vycházel v Zadaru) apod. 